# Konec kapitoly
Konec kapitoly (End of the Chapter), česky též jako Poslední kapitola, je románová trilogie anglického spisovatele Johna Galsworthyho, nositele Nobelovy ceny za literaturu za rok 1932. Jde o pokračování předcházejících autorových úspěšných trilogií Sága rodu Forsytů a Moderní komedie. 
Trilogie byla souhrnně vydána až po  Galsworthyho smrti roku 1934 a skládá se z těchto románů:
- Maid In Waiting (1931, Společnice), česky prvně jako Sestra, pak jako Než osud zavolá nebo jako Dychtivé mládí,
- Flowering Wilderness (1932, Kvetoucí pustina),
- Over the River  (1933, Napříč proudem).

V poslední části své rozsáhlé kroniky se Galsworthy se soustředil na vylíčení osudů blízkých příbuzných Forsytů, starého šlechtického rodu Cherrellů. Hlavní hrdinou cyklu je Dinna Cherrellová, sestřenice Fleur a Michaela Montových. V prvním díle se s ní seznamujeme jako s citově upřímnou představitelkou mladé generace, která  rozdíl od mondénní Fleur dosud neztratila své ideály a která dychtivě očekává, co jí přinese život. Nakonec však díky umrtvujícím příkazům rodinné tradice končí jako výhodně provdaná, ale vnitřně podlomená žena.
Galsworthy se i zde snažil udržet kritické stanovisko k vládnoucí anglické aristokracii a k jejím institucím, ale jeho vnitřní náklonnost k Cherrellům je více než zřejmá. Rod Cherrellů je v jeho pojetí připoután k půdě hlubokými historickými kořeny i tradičním pocitem odpovědnosti, takže sklouží nejen sobě, ale i celé vlasti, které tak pomáhá nalézt cestu ze zmatků začínajícího 20. století. Přesto Galsworthyho dílo předpovídá i tomuto rodu nezadržitelný úpadek, vyplývající ze lpění na strnulých tradicích a z neschopnosti přizpůsobit se novým potřebám života.